# Jo Tong-hyok
Jo Tong-hyok – północnokoreański zapaśnik w stylu wolnym. Złoty medalista mistrzostw Azji w 2009. Zajął 27 miejsce na mistrzostwach świata w 2009 roku.